# ボーパルバニー
『ボーパルバニー』は、江波光則による日本のライトノベル。イラストは中原が担当している。ガガガ文庫（小学館）より2015年9月から2016年4月まで刊行された。登場人物が自分たちの過去を交えながらストーリーを語るスタイルをとっており、語り手は章ごとに異なる。SUGOI JAPAN Award 2017のラノベ部門にもノミネートされた。

## あらすじ

### #1
ある日、リーダー格の青年・怜を頂点に裏社会で生計を立てる男女6人組が地下銀行から中国へ移送されている現金3億円の横取りに成功した。その後、6人組の1人である来霧がバニーガール姿の女に首を斬られて殺され、助けを聞いて駆けつけてきた玻瑠人もバニーガールによって気絶させられた。その日から、彼らは1人ずつバニーガールに立ち向かって殺されていった。

### #2
なんとか生き残った怜は大金の扱いに困り、灰人を名乗りある反政府ゲリラに非合法ダイヤモンドとの交換を持ちかけた。ゲリラが壊滅したため、取引は成立しなかったものの、ゲリラが雇っていた傭兵軍団「ナイト・オブ・ダイヤモンド」がその取引に応じた。その時から「ナイト・オブ・ダイヤモンド」は何者かの依頼を受けた件のバニーガールによって戦力をそがれつつも、諜報兵プリーストの活躍もあり取引の準備を進めることができた。灰人もまた、知り合いの老人・南斗から美舟という女剣客を預かり、取引の準備を進めていた。そして、バニーガールを差し向けるよう持ち主である呂商会に依頼したグレイ・T・デイモンもまた、取引の対象品を横取りするための計画を進めていた。

## 登場人物
呂小丑（ル・シャオチョウ）
年齢不詳。本作のタイトルキャラクターである、バニーガール姿の女殺し屋。

### #1からの登場人物
道場 怜（みちば れい） / 灰人（はいと）
6人組のリーダー格である冷静な青年。21歳。警察官の父親がいる。#1で左腕と仲間を失うもなんとか生き残り、#2では38歳になり、戸籍上は死んだことにしてもらいつつも、「灰人」という偽名で10年間をすごしていた。#2の時点では、左腕に仕掛け付きの義手「籠手」をはめている。
龍童（りゅうどう）
怜の幼馴染。21歳。格闘を極めたものの、効率を求めるあまり平気で反則するなどスポーツマンとしての精神が育たなかったため、喧嘩に明け暮れている。
燐華（りんか）
怜のグループの紅一点。19歳。スリルに快楽を感じ、わざと自らを破滅的な状況に置こうとする。その一環として、恋人である米軍兵士からもらった大きな拳銃「判事」をバッグの中に入れている。
玻瑠人（はるひと）
怜の仲間の1人。20歳。いじめや恐喝の常習犯で、傍若無人に振る舞うことを好む。格闘技の心得があり龍童からもある程度認められている。
銘次（めいじ）
怜の仲間の1人。23歳。体力は低く頭脳労働担当で、株の資産運用などで生計を立てている。怜とは中学時代からの仲間だが、彼にとっては怜こそが「王」だという。
来霧（らいむ）
怜の仲間の1人。20歳。ナイフ片手に女を強姦するという趣味がある。地元のアウトローに顔が利くが、丸顔で汗かきのため仲間内では「スライム」と呼ばれていた。

### #2からの登場人物
ラスネイル
傭兵軍団「ナイト・オブ・ダイヤモンド」のリーダーで、先祖代々伯爵の位を持ちながらも傭兵業を営んできた。49歳。150cm前後の短躯ながらも、家宝のプレートアーマーを着て戦場を潜り抜けたことがあるほどの体力の持ち主。
サイデル
ラスネイルの執事兼愛人。26歳。ラスネイルとの間に2人の子供がいる。
プリースト
「ナイト・オブ・ダイヤモンド」の諜報兵である長身の日本人。31歳。プリーストというコードネームは本名の坊屋 檮一郎（ぼうや とういちろう）に由来する。
諜報能力のほかにも、鉄製の六尺棒を武器とする。もともとは機動隊員だったが、沖縄でのデモ鎮圧の際、一般人を誤って死なせてしまったことが原因で辞職し、テロリストなどのさまざまな組織を渡り歩いた末に「ナイト・オブ・ダイヤモンド」に来たという経緯を持つ。
南斗（なんと）
かつて殺し屋と刀鍛冶をしていた69歳の男性。灰人の頼みもあり、高級理髪店を表向きの職業としている。
美舟（みふね）
南斗が剣客として育て上げた女性。巫女装束を身にまとっている。殺し以外のことを教えてもらえなかったということもあり、自分の年齢についても確信が持てない。
疾鷹（はやたか）
灰人の護衛を務める18歳の青年。ギャンブル依存症の両親によって幼少時から盗みを強要されてきたという過去があり、家出した際に灰人に拾われ、護衛として育て上げられた。
グレイ・T・デイモン
解散と集合を繰り返す犯罪組織「ノー・シー・ウム」のリーダーであるアメリカ人で、呂商会にダイヤモンドの強奪を依頼した。38歳。人と目を合わせて話すことが好きで、趣味と資金洗浄もかねてバーテンダーを表向きの職業としている。
頭の右半分は長髪になっている一方、左半分は火傷が原因で髪が生えていない。火傷の痕となった赤あざの上に青い悪魔と「俺は黙らない」という意味の英文の刺青が入れてある。
フロスト・G
密輸や略奪で生計を立てる「荷揚屋（サルベージャー）」の白人男性で、グレイ・T・デイモンの呼びかけに応じた人物。30歳。
7フィートを超える大男だが、体力が弱い半面頭脳労働に強い。体力のわりに短気で乱暴な性格だったため、少年時代はジョックたちに反抗しては叩きのめされることが絶えなかったものの、自ら手を上げることはなかった。
なお、Gというのはジョージア州出身であることに由来し、フロストという名前も色白さに由来して自分でつけたあだ名であり、本名ではない。
ヴァイパー
フロスト・Gの妹。26歳。大型獣専門のハンターであり、ボウイナイフとコルトM1848を武器とする。体力に自信がある反面、頭脳労働は苦手。兄をいじめていたジョックたちを事故に見せかけて殺害した過去を持つ。
普段はストリッパーとして生計を立てており、全身には蛇の刺青が入れてある。自身が身にまとうカウガールの衣装も、フロストが着ている毛皮のコートも、彼女が仕留めた獣の皮革で作られたものである。
本人が下着を身に着けないという主義を貫いていることもあり、兄がそばにいても部屋の中では全裸で行動する。
ティエン
呂商会の小間使いにして、呂商会の統括組織・陰陽龍の代理人を務める女性。29歳。チャイナ服を身にまとっている。

## 評価
おたぽるの是枝了以は『#1』について、「これまでガガガ文庫はライトノベルとは思えない残酷展開を広げる作品をいくつか出してきたが、『ボーパルバニー』は度を越えてハードだ。（中略）もうどこをどう見ても偶然ライトノベルのレーベルで出されただけで、本来だと早川書房だとかの大衆文芸系の出版社でハードカバーで出される作品としか思えない。（中略）絶対にまねしたくない美しさ、魅力をこの作品は教えてくれるであろう」と述べた。
また、是枝は『#2』の帯に夢枕獏の名前が挙がっていたことに触れ、「本作は『キマイラ・吼』や『サイコダイバー』に近いような作品で、若い読者にライトノベルは楽しいだけではない広大な世界であることを教えるきっかけとなると思う」と評している。是枝は『#2』に登場するキャラクターたちが珍妙な服装ながらも魅力的だと評しており、ライターの前島賢も朝日新聞に寄せたコラムの中で「銃弾も効かない無敵のバニーガールが巫女装束の女剣士と戦う、そんな冗談のような光景を、迫真の描写でひたすらかっこよく見せてくれる筆力は素晴らしい。」と評している。

## 既刊一覧
- 江波光則（著） / 中原（イラスト） 『ボーパルバニー』 小学館〈ガガガ文庫〉、既刊2巻（2016年4月19日現在）
  1. 2015年9月18日発売[4]、ISBN 978-4-09-451574-9
  2. 2016年4月19日発売[5]、ISBN 978-4-09-451606-7